# Черкасский, Мамстрюк Темрюкович
Мамстрюк Темрюкович Черкасский (Мамстрюк-мурза) (ум. 1600/1601) — кабардинский служилый князь, второй сын верховного князя-валия Кабарды Темрюка (ум. 1571), шурин Ивана Грозного.

## Биография
В июне 1565 года Мамстрюк-мурза впервые прибыл во главе кабардинского посольства в Москву, где был с почестями принят царем Иваном Васильевичем Грозным. На приеме Мастрюк Темрюкович от имени своего отца попросил у царя военной помощи в борьбе с другими кабардинскими князьями.
«И челом ударил царю и великому князю Мамстрюк…от отца своего от Темрюк-князя, что Темрюк-князю пришли многие тесноты от черкас и они ему непослушны во всем, и государь бы пожаловал, послал свою рать в Черкасы и от непослушных его велел оборонити».
Пробыв с Москве три месяца, Мамстрюк в конце сентября отправился в Кабарду. Царь Иван Грозный отправил вместе со своим шурином дьяка Матвея Ивановича Ржевского отрядом стрельцов и казаков. Военный отряд отправился вниз по Волге на стругах. Другой отряд стрельцов под руководством воеводы Ивана Дашкова отправился пешим путём в Кабарду. В марте 1566 года два отряда соединились в Астрахани. В апреле князья Темрюк и Мамстрюк вместе с русскими стрельцами и казаками совершили поход на Большую Кабарду, на владения противников Темрюка. Князья Большой Кабарды во главе с Пшеапшоко Кайтукиным были сторонниками союза с Крымским ханством. Русские ратные люди разгромили в бою противников Темрюка Идаровича и разорили их родовые владения, взяв много пленных и большую добычу.
В 1570 году кабардинский князь Темрюк с небольшой дружиной выступил на помощь своим союзникам-адыгам, на земли которых напало большое крымско-татарское войско под командованием царевича Адиль-Герая. В неравной битве пр Ахуже (приток Кубани) Темрюк был разгромлен и смертельно ранен. Его сыновья Мамстрюк-мурза и Булгайрук-мурза были взяты крымцами в плен. В следующем 1571 году верховный князь Кабарды Темрюк Идарович скончался.
Русский царь Иван Васильевич Грозный вел сложные дипломатические переговоры с крымским ханом Девлет Гераем об освобождении своего шурина Мамстрюка Темрюковича. Крымцы просили у московского правительства за освобождение Мамстрюка вначале 8 тысяч, а затем 10 тысяч золотых.
В 1578 году русский царь Иван Васильевич обратился в своем послании к кабардинским князьям Мамстрюку Темрюковичу, осводившемуся из татарского плена, и Казию Пшеапшокову, приглашая их вместе со своими дружинами принять участие в Ливонской войне.
В 1583 году турецкое войско под командованием Осман-паши, двигавшееся из Закавказья через Кабарду в Крым, понесло значительный урон от нападений кабардинских отрядов под командованием Мамстрюка Темрюковича. Вместе с ним действовали гребенские и терские казаки.
В 1588 году кабардинские князья Мамстрюк Темрюкович и Куденет Камбулатович во главе большой делегации прибыли в Москву, где были с почестями приняты царем Федором Иоанновичем. Князья попросили у царского правительства военной помощи для обороны от турок-османов и крымских татар. В следующем 1589 году в Кабарду был отправлен отряд стрельцов. Кабардинские князья вместе с русскими ратными людьми разгромили владения князя Шолоха Тапсароковича, сторонника крымско-турецкой ориентации.
Летом 1589 года Мамстрюк Темрюкович встретился в Терском городе с русским послом князем Семеном Звенигородским, который был отправлен с миссией в Грузию к кахетинскому царю Александру. Семен Звенигородский попросил его сопровождать его до границы с Грузией. Кабардинские князья Мамстрюк Темрюкович и Куденет Камбулатович со своими отрядами благополучно провели русского посла через горы в Грузию.
В 1590—1591 годах терский воевода князь Григорий Засекин воевал с шамхалом тарковским. В бою с шамхалом Мамстрюк попал в плен, где провел некоторое время «в большом утеснении», когда его пытались заставить отказаться от союза с русским царем и выступить против Москвы. Однако Мастрюк Темрюкович «всякую нужду терпел, но от царского жаловния не отстал…»
В 1600 или 1601 году кабардинские князья Домануко и Мамстрюк Темрюковичи были приглашены их противником Кази-мурзой Пшеапшковым на мирные переговоры в Большую (Казиеву) Кабарду. Во время переговоров Кази-мурза вероломно захватил их в плен, а затем приказал убить.

## Дети
У Мамстрюка Черкасского было шесть сыновей и две дочери: 
- Актулум-мурза
- Сараип-мурза
- Каншао-мурза (Дмитрий Мамстрюкович Черкасский (ум. 1651)
- Гуж-мурза (Владимир Мамстрюкович Черкасский)
- Аликай-мурза (ум. 1622)
- Кайтук-мурза
- Каншовха Мамстрюковна, жена кабардинского князя Инармаса Кайтукина-Кизыева,
- Мария Мамстрюковна, жена боярина Юрия Яншеевича Сулешова.